# مایکروسافت هولولنز
مایکروسافت هولولنز (به انگلیسی: Microsoft HoloLens) یک هدست [نفرستید! هم[واقعیت افزوده]]/واقعیت ترکیبی است که توسط مایکروسافت توسعه و تولید شده‌است. هولولنز پلتفرم ویندوز هولوگرافیک را تحت سیستم عامل ویندوز ۱۰ اجرا می‌کند.
نسخه پیش تولید هولولنز و نسخه توسعه، در ۳۰ مارس ۲۰۱۶ ارسال شد و برای توسعه دهندگان در آمریکا و کانادا با قیمت لیست ۳۰۰۰ دلار هدف قرار گرفت. که به علاقمندان، حرفه ای‌ها و شرکت‌ها اجازه می‌داد در آزمایش نسخه پیش تولید هولولنز شرکت کنند. در ۱۲ اکتبر ۲۰۱۶، مایکروسافت فروش جهانی هولولنز را اعلام کرد و گفت که هولولنز برای پیش‌فروش در استرالیا، ایرلند، فرانسه، آلمان، نیوزلند و بریتانیا در دسترس خواهد بود. از ماه می ۲۰۱۷، این دستگاه به قیمت ۵۰۰۰ دلار آمریکا فروخته شد.
در ۲۴ فوریه ۲۰۱۹، هولولنز ۲ در همایش جهانی گوشی همراه (MWC) در بارسلون، اسپانیا معرفی شد. و با قیمت پیش خرید ۳۵۰۰ دلار در دسترس قرار گرفته بود.